# Полонез ля-бемоль мажор
Полонез ля-бемоль мажор, опус 53 (фр. Polonaise héroïque, «Героический полонез») ― фортепианное произведение Фридерика Шопена, написанное в 1842 году. Композиция посвящена немецкому банкиру Августу Лео, другу Шопена.

## Название

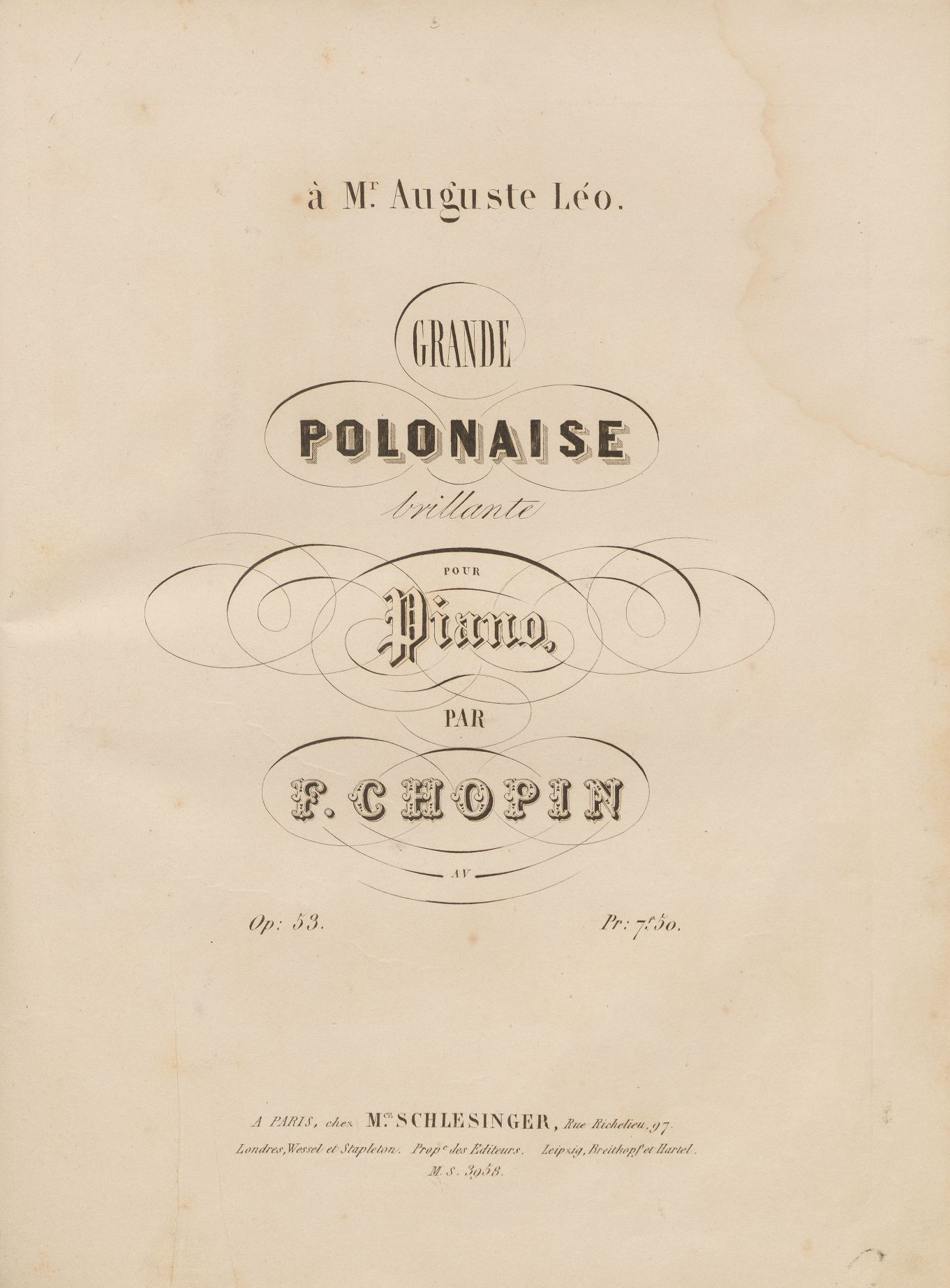
Публикация 1843 г.

Название «Героический» полонез получил благодаря приятельнице Шопена ― французской писательнице Жорж Санд. Впервые услышав полонез, она написала в письме Шопену: L'inspiration! La force! La vigueur! Il est indéniable qu'un tel esprit doit être présent dans la Révolution française. Désormais cette polonaise devrait être un symbole, un symbole héroïque! («Вдохновение! Сила! Мощь! Несомненно, что такой дух должен присутствовать во время французской революции. Отныне этот полонез должен быть символом, героическим символом»).

## Технические сложности
В полонезе присутствует много технических сложностей, в том числе:
- быстрые октавные ходы
- трели крайними пальцами
- быстрые арпеджио
- сложные пассажи
- широкие аккорды
- использование широкого диапазона фортепианной клавиатуры

## Структура

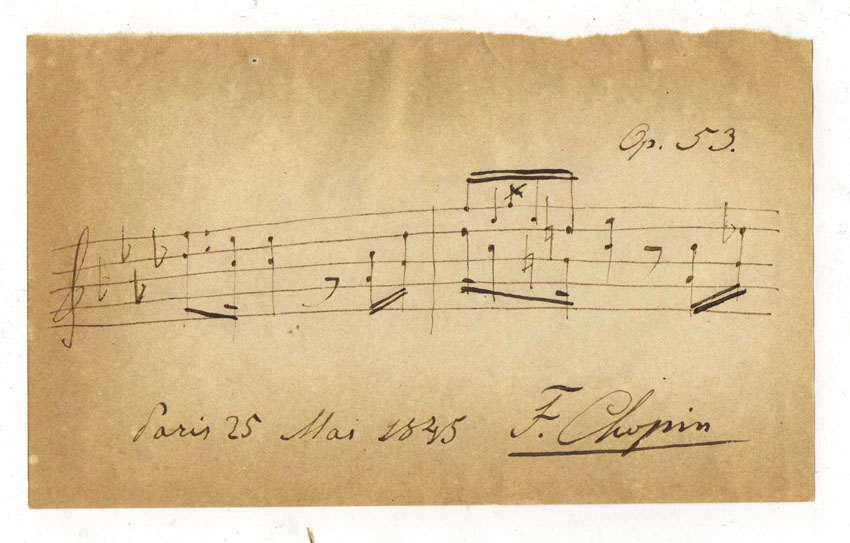
Набросок мелодии полонеза

Характер произведения ― Alla polacca e maestoso («в стиле полонеза и величественно»). Размер ― 3
4. Форма композиции может рассматриваться и как трёхчастная (ABA), и как рондо (ABACA), поскольку первая интерлюдия (в 16 тактов) намного короче второй (в 74 такта). Главной теме предшествует вступление продолжительностью около тридцати секунд, оно задаёт торжественное настроение пьесы.
Главная тема звучит в тональности ля-бемоль мажор и затем повторяется на октаву выше с добавлением коротких трелей. Первая интерлюдия представляет собой последовательность аккордов, которые переходят в мелодию с ритмом полонеза.
Вторая, основная интерлюдия начинается с шести громких арпеджированных аккордов. Далее происходит модуляция сначала в ми мажор, а затем в ми-бемоль мажор. За этой секцией звучит маршевая мелодия, а после неё ― длинная лирическая интерлюдия с частыми модуляциями. В последней части пьесы заново повторяется основная тема. Она играется всё громче и драматичнее и в конечном счёте заканчивается кодой.
Продолжительность произведения составляет около семи минут.

## Критика
Пианист Артур Рубинштейн сказал: «Это композиция, которая ближе всего моему сердцу».